# 시냅스후 전위
시냅스후 전위(영어: postsynaptic potential)는 시냅스후 단말의 막 전위 변화이다.
신경전달물질과 시냅스후 수용기 사이의 상호작용에 의해 발생되는 전류는 이온성 전류이다. 즉 Na+는 흥분성 시냅스후 전위(EPSP)발생에 관여하는 이온이고, K+와 Cl–는 억제성 시냅스후 전위(IPSP) 발생에 관여하는 이온이다. 활동전위 즉 신경충격의 크기는 언제나 일정하지만(실무율의 법칙), 연접후 전위의 크기는 실무율에 따르지 않는 점진성 전위이다. 신경충격은 언제나 흥분성으로 작용하지만 시냅스후 전위는 흥분성도 될 수 있고 억제성도 될 수 있다.

## 같이 보기
- 흥분성 연접후 전위
- 억제성 연접후 전위
- 막 전위
- 활동전위